# Euphrictus spinosus
Euphrictus spinosus är en spindelart som beskrevs av Hirst 1908. Euphrictus spinosus ingår i släktet Euphrictus och familjen fågelspindlar.
Artens utbredningsområde är Kamerun. Inga underarter finns listade i Catalogue of Life.